# Наталівська сільська рада (Запорізький район)
| Наталівська сільська рада — колишній орган місцевого самоврядування у Запорізькому районі Запорізької області з адміністративним центром у с. Наталівка. Сільській раді підпорядковані населені пункти: - с. Наталівка - с-ще Івано-Ганнівка - с. Лежине - с. Новостепнянське - с. Черепівське |

## Склад ради
Рада складається з 14 депутатів та голови.

### Керівний склад ради
| ПІБ                         | Основні відомості                                  | Дата обрання | Дата звільнення |
| --------------------------- | -------------------------------------------------- | ------------ | --------------- |
| Рябоконь Анжела Анатоліївна | В.о. сільського голови, безпартійна, самовисування | 11.01.2017   |                 |

Примітка: таблиця складена за даними джерел 